# Gesturi
Gesturi – miejscowość i gmina we Włoszech, w regionie Sardynia, w prowincji Sud Sardegna. Graniczy z Barumini, Genoni, Gergei, Isili, Nuragus, Setzu i Tuili.
Według danych na rok 2004 gminę zamieszkiwało 1430 osób, 31,1 os./km².